# 양조효모

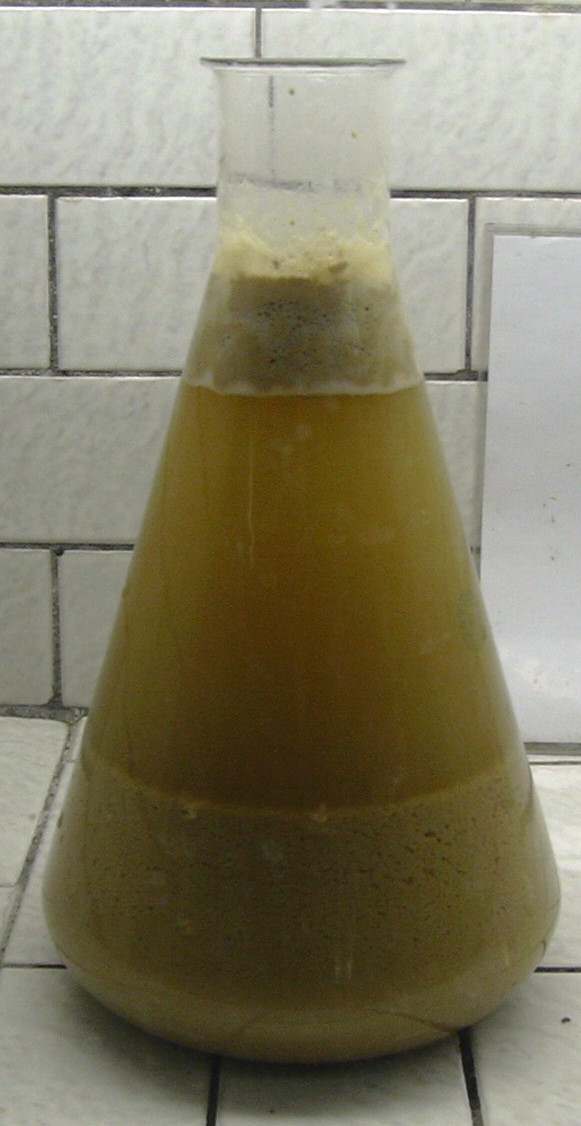
양조효모

양조효모(釀造酵母)는 맥주 등을 양조하는 데 쓰이는 효모 제품이다. 맥주효모(麥酒酵母)로도 불린다.

## 같이 보기
- 발효제
- 빵효모
- 엿기름
- 영양효모